# مسار تأشير جاك-ستات
مسار تأشير جاك-ستات (بالإنجليزية: JAK-STAT signaling pathway)‏ هو سلسلةٌ من التفاعلات بين البروتينات في الخلية، ويشارك في عدة عمليات مثل المناعة ونمو الخلايا والانقسام الخلوي وموت الخلايا والتسرطن. يُوصل المسار المعلومات من الإشارات الكيميائية خارج الخلية إلى نواة الخلية مما يؤدي إلى تنشيط الجينات عبر عملية النسخ. تُوجد ثلاثة أجزاء رئيسية لتأشير جاك-ستات: كينازات جانوس (جاك؛ JAK) ومنشط نسخ البروتينات وناقل الإشارة [الإنجليزية] (ستات؛ STAT) بالإضافة إلى المستقبلات (التي تربط الإشارات الكيميائية). قد يؤدي تعطل مسار تأشير جاك-ستات إلى مجموعةٍ مختلفةٍ من الأمراض، وتشمل أمراضًا جلدية وسرطانات واضطراباتٍ تؤثر على جهاز المناعة.